# Hová lett a hazám?
A Hová lett a hazám? (Where My Country Gone?) a South Park című amerikai animációs sorozat 259. része (a 19. évad 2. epizódja). Elsőként 2015. szeptember 23-án sugározták az Egyesült Államokban. Magyarországon 2015. december 10-én mutatta be a magyar Comedy Central.
Az epizód az Egyesült Államokba történő illegális bevándorlást dolgozza fel, valamint Donald Trump beszállását a 2016-os amerikai elnökválasztási kampányba, emellett továbbviszi az előző epizódban tárgyalt, Caitlyn Jenner és a politikai korrektség témakörét.

## Cselekmény
Kyle-t akarata ellenére kitüntetik a Fehér Házban "toleráns és megindító szavaiért" (az előző epizódban, hosszas vívódás után elismerte nagy nyilvánosság előtt, hogy Caitlyn Jenner egy hős). Ráadásul azt kapja jutalmul, hogy maga Jenner viheti őt haza autóval, aki induláskor halálra gázol egy vétlen gyalogost (utalva ezzel a 2015-ös gázolására).
Mr. Garrison eközben dühöngeni kezd amiatt, hogy rengeteg illegális bevándorló jelent meg Kanadából. Mikor aztán kanadaiakat kell oktatnia, és azok reggel nyolc órakor közösen trombitálni kezdenek, kiakad, és kanukoknak nevezi őket. Ezért PC igazgató behívatja magához, lehordja, és közli, hogy mostantól "kanadai nyelven" is kell tanítania. Garrison erre válaszul ír egy dalt "Hová lett a hazám?" címmel, amiben arról panaszkodik, hogy az illegális bevándorlás tönkreteszi az Egyesült Államokat. A dalt arra használja, hogy gyűléseket szervezzen a városban, majd amikor félbeszakít egy előadást az iskolában a kanadai történelemről, kirúgják. Ez feszültséget okoz az amerikai és a kanadai diákok között. Cartman vezetésével a fiúk úgy vélik, hogy csak egyetlen megoldás lehet a problémára: ha egyikük, jelesül Butters, összejön egy kanadai lánnyal, és a szerelem majd elsimítja a nézeteltéréseket.
Garrison a maga oldalára állítja a városlakókat azzal, hogy azt állítja, hogy szó szerint "halálra kell baszni" a kanadaiakat, majd fel kell húzni egy falat az amerikai-kanadai határon. Csakhogy kiderül, hogy Kanada már épített egy falat, mert a kanadaiak meg attól félnek, hogy megerőszakolják a nőiket. Továbbá egy határőr azt is állítja, hogy nagyon menő cuccaik vannak, amiket nem akarnak megosztani velük, és erre is jó szolgálatot tesz a fal. Garrison mindenáron meg akarja tudni, hogy mit rejtegetnek, ezért a Niagara-vízesésen keresztül becsempészi magát Kanadába egy hordó belsejében. A hordó azonban összetörik a sziklákon, és mindenki halottnak hiszi őt.
Ezalatt Butters elkezd randizni egy Charlotte nevű kanadai lánnyal, és végül egymásba is szeretnek. Mikor a családjánál vacsorázik, megtudja, hogy akaratukon kívül hagyták el Kanadát. Mint kiderül Butters számára, a legutóbbi kanadai elnökválasztást egy "szabadszájú bunkó paraszt" (Donald Trump paródiája) nyerte meg, akinek megoldásai nem voltak, csak összevissza beszélt, és az emberek viccesnek hitték. Végül azért választották meg, mert túl sokáig hagyták a viccet és elfelejtettek ellene szavazni.
Garrison túléli a kalandot, és felfedezi, hogy Kanada kietlen pusztaság lett. Elhatározza, hogy megkeresi az elnököt. Alaposan helybenhagyja, majd halálra erőszakolja őt. Miután a kanadaiak meghallják a hírt, tömegesen indulnak haza, köztük Charlotte családja is. Garrisont megmentőként üdvözlik South Parkban, ahol beszédet tart, és elmondja, hogy bebizonyította, hogy a cselekvő politikája működik. Kyle félbeszakítja őt, és azt mondja, hogy éppen az ilyen szenzációhajhász politika miatt jöttek ide a kanadaiak, és ne hagyják, hogy itt is ez történjen. Nem tudja végigmondani, amit akar, mert a tömeg nem akarja őt végighallgatni. Garrison közli, hogy beszáll a 2016-os amerikai elnökválasztási kampányba, a társjelöltje pedig Caitlyn Jenner lesz. Miközben elindulnak Washingtonba, halálra gázolnak egy újabb gyalogost.

## Fordítás
Ez a szócikk részben vagy egészben  a   Where My Country Gone? című angol Wikipédia-szócikk ezen változatának fordításán alapul.  Az eredeti cikk szerkesztőit annak laptörténete sorolja fel. Ez a jelzés csupán a megfogalmazás eredetét és a szerzői jogokat jelzi, nem szolgál a cikkben szereplő információk forrásmegjelöléseként.